# Lubiatowo, Tỉnh West Pomeranian
Lubiatowo [lubjaˈtɔvɔ] (tiếng Đức: Lübtow) là một ngôi làng thuộc khu hành chính của Gmina Przelewice, thuộc hạt Pyrzyce, West Pomeranian Voivodeship, ở phía tây bắc Ba Lan. Nó nằm khoảng 8 kilômét (5 mi)   phía tây bắc của Przelewice, 11 km (7 mi)     về phía đông Pyrzyce và 41 km (25 mi) về phía đông nam của thủ đô khu vực Szczecin.
Trước năm 1945, khu vực này là một phần của Đức. Đối với lịch sử của khu vực, xem Lịch sử của Pomerania.